# Männerkindbett
Das so genannte Männerkindbett (französisch Couvade [kuˈvaːd]) ist ein Brauch, der unter verschiedenen  Naturvölkern verbreitet war und zum Teil noch ist. Dabei übernehmen Vater und Mutter des Neugeborenen, zeitlich begrenzt, bestimmte Verhaltens- und Fastenpflichten.

## Der Brauch
Als Hintergrund des Brauches wird von Eingeborenen angegeben, dass eine Betätigung des Mannes dem Kind schaden würde. Plausibler hingegen ist die Interpretation, dass damit missgünstige Geister getäuscht werden können, die während der Schwangerschaft darauf warten würden, dem neugeborenen und schwachen Kind Schaden zuzufügen. Indem sich der Mann in die Hängematte oder auch auf die Lagerstatt der Frau legte, wurden die bösen Geister abgelenkt und „dachten“ möglicherweise, das Kind sei noch gar nicht geboren. Damit konnte das Neugeborene die ersten Wochen ohne den Einfluss böser und schwächender Geister verbringen.
Einer widerlegten These von Johann Jakob Bachofen zufolge wurde die Couvade vor allem in jenen Gesellschaften praktiziert, die sich auf der Schwelle von einem von ihm vermuteten Matriarchat zum Patriarchat befanden.
In Europa ist das Männerkindbett offenbar vorindogermanischen Ursprungs. Bei den Basken erhielt es sich bis zur Mitte des 19. Jahrhunderts. Es ist aber auch überliefert aus Südamerika und Südostasien sowie von den balearischen und kanarischen Inseln.